# Huitzilatzin
Huitzilatzin o Huitzillatzin (Tenochtitlán, ... – 1499) fu il primo tlatoani dell'altepetl precolombiano di Huitzilopochco (oggi Churubusco) nella Valle del Messico.

## Biografia
Huitzilatzin fu il secondo figlio di Huehue Zaca, che vantava il titolo di tlacateccatl e che era a sua volta figlio di Huitzilíhuitl, secondo re azteco di Tenochtitlán. Secondo il Crónica Mexicayotl, Huitzilatzin era "assai malaticcio" (in lingua nahuatl "çan cocoxcatzintli").
Fu nominato re di Huitzilopochco da Axayacatl. Come altre città della regione, non si sa esattamente quando cadde sotto il dominio azteco. È probabile che Tenochtitlan l'abbia ereditata alla sconfitta dell'impero dei Tepanechi di Azcapotzalco. Si dice che gli abitanti di Huitzilopochco fossero cannibali prima di essere governati dagli Aztechi.
Huitzilatzin ebbe due figli a Huitzilopochco: un maschio, Macuilxochitzin, che gli succedette come tlatoani; ed una femmina, il cui nome non è noto ma di cui si sa che sposò Quauhpopocatzin, re di Coyoacan.
Huitzilatzin fu ucciso nell'anno sette canna (1499), essendo ritenuto responsabile dell'alluvione che colpì Tenochtitlan a causa di un acquedotto che ostruì alcune sorgenti nei pressi di Huitzilopochco.